# Aricia montensis
Aricia montensis is een vlinder uit de familie van de Lycaenidae. De wetenschappelijke naam is voor het eerst gepubliceerd in 1928 door Ruggero Verity.

## Taxonomie
Door sommige auteurs wordt Aricia montensis als een ondersoort van Aricia artaxerxes beschouwd.

## Verspreiding
Aricia montensis komt voor in Zuid-Europa en Marokko.

## Vliegtijd
De soort heeft één generatie en vliegt vanaf eind juni tot in september, afhankelijk van de hoogte en plaats.

## Waardplanten
De rups leeft op Helianthemum, Erodium en Geranium.